# Teresa Montero
María Teresa Montero (* 10. Oktober 1967) ist eine peruanische Badmintonspielerin. 

## Karriere
Teresa Montero nahm 1985 und 1993 an den Badminton-Weltmeisterschaften teil. In Peru gewann sie elf nationale Titel. 1993 wurde sie zweifache Panamerikameisterin.

## Sportliche Erfolge
| Saison | Veranstaltung           | Disziplin   | Platz | Name                                    |
| ------ | ----------------------- | ----------- | ----- | --------------------------------------- |
| 1984   | Peru: Meisterschaft     | Dameneinzel | 1     | Teresa Montero                          |
| 1985   | Peru: Meisterschaft     | Dameneinzel | 1     | Teresa Montero                          |
| 1990   | Peru: Meisterschaft     | Dameneinzel | 1     | Teresa Montero                          |
| 1990   | Südamerikameisterschaft | Dameneinzel | 1     | Teresa Montero                          |
| 1991   | Peru: Meisterschaft     | Damendoppel | 1     | Gloria Jiménez / Teresa Montero         |
| 1991   | Peru: Meisterschaft     | Mixed       | 1     | Gustavo Salazar / Teresa Montero        |
| 1992   | Peru: Meisterschaft     | Mixed       | 1     | Gustavo Salazar / Teresa Montero        |
| 1992   | Peru: Meisterschaft     | Dameneinzel | 1     | Teresa Montero                          |
| 1992   | Peru: Meisterschaft     | Damendoppel | 1     | Teresa Montero / Ximena Bellido         |
| 1993   | Peru: Meisterschaft     | Damendoppel | 1     | Teresa Montero / Ximena Bellido         |
| 1993   | Panamerikameisterschaft | Damendoppel | 1     | Silvia Jimenez / Maria Theresa Montero  |
| 1993   | Panamerikameisterschaft | Mixed       | 1     | Gustavo Salazar / Maria Theresa Montero |
| 1993   | Peru: Meisterschaft     | Mixed       | 1     | Federico Valdez / Teresa Montero        |
| 1993   | Peru: Meisterschaft     | Dameneinzel | 1     | Teresa Montero                          |